# Pavel Antokolski
Pavel Grigorjevitsj Antokolski (Russisch: Па́вел Григо́рьевич Антоко́льский) (1 juli 1896 (Gregoriaanse kalender) - 9 oktober 1978) was een dichter, vertaler, dramaturg, acteur en theaterdirecteur. 
Al tijdens zijn middelbare school was hij gefascineerd door poëzie en theater. Als adolescent bewoog hij zich als decorateur, acteur en schrijver in de toneelwereld.
Sinds 1914 studeerde hij rechten.
Na de revolutie van 1917 verliet hij zonder diploma de universiteit en sloot hij zich aan bij een revolutionaire militie. Vervolgens werd hij actief in het stadsbestuur van Moskou en bleef actief bij het toneel.
Opvallend was zijn vriendschap met de “reactionaire” Marina Tsvetajeva. Bij haar wekte hij de belangstelling voor het schrijven van drama. Zij banjerde door alle pas ingezaaide revolutionaire bloembedden heen. Waar hij een rode militie diende, deelnam aan een rood stadsbestuur, werkte in een volkstheater, beëindigde zij haar bijdrage aan een voordrachtsavond met God zegene de tsaar.
In 1920 bezocht hij vaak café Poëzie aan de Tsverkajastraat. Hij raakte in contact met Valeri Brjoesov, die zorgde dat zijn gedichten in 1922 werden gepubliceerd. Uit die tijd waren ook zijn woorden over de ogen van de actrice Sofja Holliday: “Weet dat ik bereid ben elke brandstapel op te gaan, als ik maar zeker zou weten dat ze naar me kijken - jouw ogen…
Tijdens een vreemde omkering van deze uitspraak volgde hij in 1934 haar crematie.
In de jaren dertig werkte Antokolski als directeur van het Vachtangov-theater in Moskou. 
Gedurende de Tweede Wereldoorlog leidde hij een fronttheater. In 1942 sneuvelde zijn zoon. Antokolski schreef daarover in 1943 een lang gedicht en ontving daarvoor in 1946 de Stalinprijs. 
Na de oorlog leidde hij een theater in Tomsk.
In 1956 presenteerde Chroesjtsjov een rapport, waarin hij het Stalinisme veroordeelde. Antokolski schreef een gedicht: “Wij allen, die in zijn naam…”, waarin ook hij het Stalinisme veroordeelde. Ook in het openbaar durfde hij zijn eigen fouten onder ogen te zien.  In studentenkringen ging het gedicht van hand tot hand. 
Antokolski stierf in 1978.
- Bibliothèque nationale de France: cb12545205m (data)
- CiNii: DA03238235
- Gemeinsame Normdatei: 118848046
- International Standard Name Identifier: 0000 0001 0858 4942
- Library of Congress Control Number: n84065212
- Nationale Bibliotheek van Letland: 000031010
- Nationale Bibliotheek van Tsjechië: jn20000600299
- Nationale Bibliotheek van Israël: 987007300008005171
- Nederlandse Thesaurus van Auteursnamen: 069683506
- Russische Staatsbibliotheek: 000077789
- Istituto Centrale per il Catalogo Unico: MILV011380
- LIBRIS: 262142
- Système universitaire de documentation: 071064079
- Trove: 858048
- Virtual International Authority File: 71505141
- WorldCat: E39PBJxRywXRMFH343wCcbc3wC